# 亭崗駅
亭崗駅（ていこうえき）は、中華人民共和国広東省広州市白雲区に位置する広州地下鉄8号線の駅である。

## 歴史
- 2020年11月26日：開業[1]。

## 隣の駅
広州地下鉄
■8号線
滘心駅 - 亭崗駅 - 石井駅